# Nålegga
Nålegga är en bergstopp i Antarktis. Den ligger i Östantarktis. Norge gör anspråk på området. Toppen på Nålegga är 2 245 meter över havet, eller 361 meter över den omgivande terrängen. Bredden vid basen är 7,1 km.
Terrängen runt Nålegga är kuperad åt sydost, men åt nordväst är den platt. Trakten är obefolkad. Det finns inga samhällen i närheten.